# Grevillea concinna
Grevillea concinna är en tvåhjärtbladig växtart. Grevillea concinna ingår i släktet Grevillea och familjen Proteaceae.

## Underarter
Arten delas in i följande underarter:
- G. c. concinna
- G. c. lemanniana